# Oskar Müller
Oskar Müller ( 25 de julio de 1896 en Wohlau, Provincia de Silesia - 14 de enero de 1970 en Langen (Hessen) fue un político alemán del Partido Comunista de Alemania (KPD).

## Vida
Müller nació en Wohlau, en Silesia Prusiana, como hijo de un agricultor. Luchó en la Primera Guerra Mundial y se convirtió en oficial. Después de la guerra, se unió al Partido Comunista de Alemania (KPD). En 1918 fue elegido miembro de un consejo de soldados. En 1922 se unió al KPD, por el que fue miembro del Parlamento de Prusia desde 1924 hasta 1933. A partir de 1924 fue responsable de la cooperación con los sindicatos en el KPD de Hesse. Más tarde, fue elegido para el Parlamento estatal prusiano, al que perteneció hasta 1933. A partir de 1928, Müller trabajó varios años como líder de organización del KPD en Hesse.

### Segunda Guerra Mundial
Cuando el Partido Nazi llegó al poder, Müller fue declarado uno de sus enemigos. El 22 de noviembre de 1933, la Gestapo lo arrestó. Pasó tres años en una penitenciaría y fue detenido hasta 1939 en el Sachsenhausen. Desde junio de 1939 hasta agosto de 1944, trabajó en la industria del cuero de Offenbach como empleado. En agosto de 1944, fue arrestado nuevamente por resistirse a los nazis y encarcelado en el Dachau.

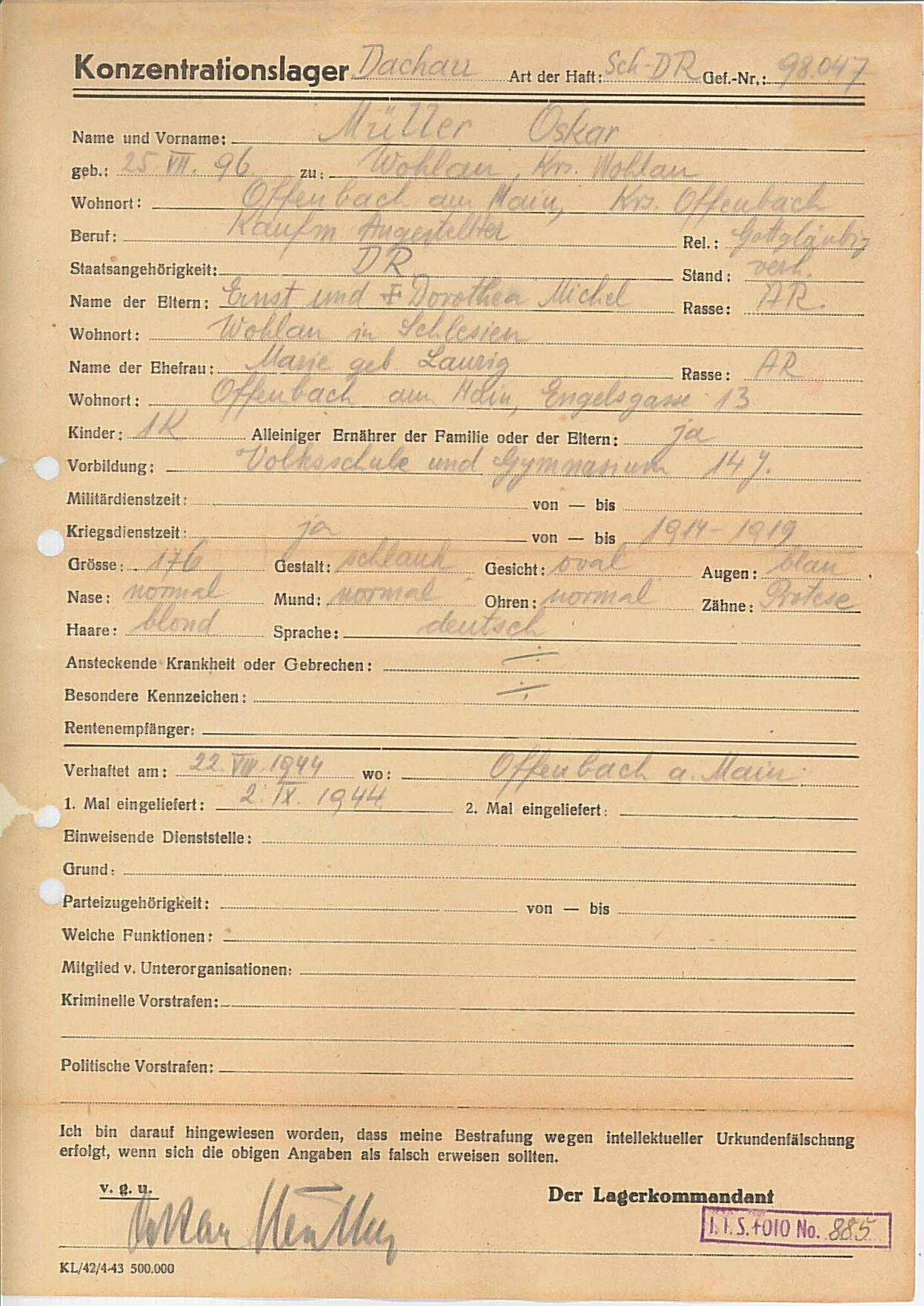
Formulario de registro de Oskar Müller como prisionero en el campo de concentración nazi de Dachau

Müller fue arrestado en 1933, inicialmente encarcelado y finalmente deportado a un campo de concentración. Hasta 1939, estuvo en el campo de concentración de Sachsenhausen. En el campo de concentración de Dachau, trabajó como prisionero de función y líder de campo en actividades antifascistas y, tras la liberación por parte del 7.º Ejército de los Estados Unidos, fue cofundador del Comité Internacional de Dachau.
El 12 de octubre de 1945, la potencia ocupante estadounidense lo nombró Ministro de Trabajo del Estado de Hesse bajo el Primer Ministro Karl Geiler (Partido Socialdemócrata de Alemania, SPD). Esta posición fue renombrada el 1 de noviembre de 1946 a Ministro de Trabajo y Bienestar de Hesse, hasta que fue destituido de su cargo el 7 de enero de 1947.
Oskar Müller es uno de los padres de la Constitución de Hesse. Contribuyó especialmente a la prohibición del cierre patronal y a los artículos 41 y 42, que prevén la transferencia de la gran industria a la propiedad comunal. También participó en la elaboración de la Ley de Constitución de Empresas y en la reglamentación legal de la provisión para las víctimas de guerra.

### Después de la guerra
Müller fue miembro del Bundestag alemán durante la primera legislatura (1949-1953). El 15 de junio de 1950, Müller fue excluido de las sesiones plenarias por 20 días, junto con sus colegas de bancada Heinz Renner, Friedrich Rische y Walter Vesper, por comportamiento inapropiado, según el presidente del Bundestag Erich Köhler.
Como presidente estatal del KPD en Hesse, fue destituido en 1951 por el comité ejecutivo del partido y reemplazado por Klaus Weigle. Se le acusó de no haber representado adecuadamente la línea de la política alemana soviética durante la campaña electoral, y se afirmó que bajo su liderazgo, el oportunismo se había extendido como una plaga en la sección estatal de Hesse. En 1953, fue arrestado por presunta violación de la constitución, pero el caso fue desestimado.
Después de la prohibición del KPD, se dedicó a partir de 1956 principalmente a su actividad en la Asociación de Perseguidos del Régimen Nazi (VVN).

## Fallecimiento
Oskar Müller murió en un accidente el 14 de enero de 1970,en Fráncfort del Meno.

## Literatura
- Jochen Lengemann: Biographisches Handbuch des Beratenden Landesausschusses, der Verfassungsberatenden Landesversammlung und des Hessischen Landtags (1.–11. Wahlperiode). Hrsg.: Präsident des Hessischen Landtags. Insel-Verlag, Frankfurt am Main 1986, ISBN 3-458-14330-0, S. 339–340 (hessen.de [PDF; 12,4 MB]).

- Jochen Lengemann: MdL Hessen. 1808–1996. Índice Biográfico ( Historia política y parlamentaria del estado de Hesse. Vol. 14 = Publicaciones de la Comisión Histórica de Hesse. Vol. 48, 7). Elwert, Marburg 1996, ISBN 3-7708-1071-6, p. 273.
- Rudolf Vierhaus, Ludolf Herbst (eds.), Bruno Jahn (colab.): Manual biográfico de los miembros del Bundestag alemán. 1949–2002. Vol. 1: A–M. K. G. Saur, Múnich 2002, ISBN 3-598-23782-0, pp. 578–588.
- Müller, Oskar. En: Hermann Weber, Andreas Herbst: Comunistas alemanes. Manual biográfico 1918 a 1945. 2.ª edición revisada y ampliada. Dietz, Berlín 2008, ISBN 978-3-320-02130-6.